# Copa del Món de ciclisme de 1991
La Copa del Món de ciclisme de 1991 fou la 3a edició de la Copa del Món de ciclisme.

## Calendari
| Data           | Cursa                             | País          | Vencedor            | Equip del vencedor    |
| -------------- | --------------------------------- | ------------- | ------------------- | --------------------- |
| 23 de març     | Milà-Sanremo                      | Itàlia        | Claudio Chiappucci  | Carrera Jeans-Tassoni |
| 7 d'abril      | Tour de Flandes                   | Bèlgica       | Edwig van Hooydonck | Buckler               |
| 14 d'abril     | París-Roubaix                     | França        | Marc Madiot         | RMO                   |
| 21 d'abril     | Lieja-Bastogne-Lieja              | Bèlgica       | Moreno Argentin     | Ariostea              |
| 27 d'abril     | Amstel Gold Race                  | Països Baixos | Frans Maassen       | Buckler               |
| 4 d'agost      | Wincanton Classic                 | Regne Unit    | Eric Van Lancker    | Panasonic             |
| 10 d'agost     | Clàssica de Sant Sebastià         | Espanya       | Gianni Bugno        | Gatorade              |
| 18 d'agost     | Campionat de Zuric                | Suïssa        | Johan Museeuw       | Lotto                 |
| 15 de setembre | Gran Premi de la Libération       | Països Baixos | Buckler             | Buckler               |
| 6 d'octubre    | Gran Premi Teleglobe              | Canadà        | Eric Van Lancker    | Panasonic             |
| 13 d'octubre   | París-Tours                       | França        | Johan Capiot        | TVM Sanyo             |
| 19 d'octubre   | Giro de Llombardia                | Itàlia        | Sean Kelly          | Festina               |
| 26 d'octubre   | Final de la Copa del Món (Bèrgam) | Itàlia        | Tony Rominger       | Toshiba               |

## Classificacions finals

### Individual
| Posició                                            | Ciclista            | Equip           | Punts |
| -------------------------------------------------- | ------------------- | --------------- | ----- |
| Mallot del vencedor de la Copa del món de ciclisme | Maurizio Fondriest  | Panasonic       | 132   |
| 2                                                  | Laurent Jalabert    | Toshiba         | 121   |
| 3                                                  | Rolf Sørensen       | Ariostea        | 114   |
| 4                                                  | Edwig van Hooydonck | Buckler         | 94    |
| 5                                                  | Marc Madiot         | RMO             | 71    |
| 6                                                  | Frans Maassen       | Buckler         | 70    |
| 7                                                  | Franco Ballerini    | Del Tongo       | 66    |
| 8                                                  | Adri van der Poel   | Tulip Computers | 57    |
| 9                                                  | Dirk de Wolf        | Tonton Tapis-GB | 52    |
| 10                                                 | Phil Anderson       | Motorola        | 51    |

### Equips
| Posició | Equip     | Punts |
| ------- | --------- | ----- |
| 1       | Panasonic | 107   |
| 2       | Buckler   | 87    |
| 3       | PDM       | 65    |
| 4       | Ariostea  | 50    |
| 5       | Lotto     | 46    |